# Hélène Lasnier
Hélène Lasnier est une comédienne, auteur et conteuse canadienne, native d'Iberville (Québec)

## Biographie
Elle a commencé sa carrière au début des années 1970 en jouant dans les séries télés tel que Passe-Partout où elle prête sa voix à Carmine en plus de faire du doublage de plusieurs émissions de télévision.
Depuis 2003, elle est conteuse, elle a créé des spectacles de contes: Elle offre des ateliers à l'Initiation aux contes aux adultes, en plus des conférences contées dans les bibliothèques.

## Filmographie
- 1969-1974 Quelle famille[2] : Louisette
- 1970-1978: Les Berger: Martine
- 1972: Our Son the Stranger[3]
- 1972-1975: Les Forges de Saint-Maurice : Titiche Chaput
- 1977-1980: Jamais deux sans toi: Rita Granger
- 1977: Panique
- 1977-1983: Passe-Partout : Carmine (voix)
- 1978-1979: Drôle de monde
- 1979: Overlanders: Maggie
- 1982-1987: Peau de banane : Amie d'enfance de Simone
- 1990-1992: D'amour et d'amitié: Louise Bégin

## Doublage (animation)[4]
- 2016 : Zootopia: Miss Otterton
- 2010 : L'ours Benjamin: Carlos, Mlle Toquée
- 2006 : Arthur, Pal a disparu: Prunella
- 2004-2005: La famille Passiflore
- 2003 : Noêl Noêl
- 2003 : Silverwing: Ariel
- 2002-2003 : Les Aventures d'Olivier: Tara
- 2000 : Eckhart: Francis
- 2000 : T'Choupi et Doudou: Fanny
- 1999-2002 : Angela Anaconda: Jimmy Jamal, Joséphine
- 1999-2000 : La classe en délire: Mme Johnson
- 1998-2001 : Drôle de voyou: Pénélope Potanski
- 1997 : Le vœu d'Annabelle: Annabelle
- 1992 : Jungleries: Zoé
- 1991 : La fée des dents: Gontran
- 1989 : Les Simpson: Hélène Lovejoy, Nelson (1re voix), Terri, Luann Van Houten
- 1983-1985 : Charlie Brown: Pepperman Patty

## Doublage (Cinéma)
- 2010 : La guerre Wushu: Mai
- 1996 : Zizanie dans le Bronx: Elaine
- 1993 : Ciel et Terre: Lely
- 1992 : Les Lavigueur redéménagnent: Henriette Lavigueur
- 1988 : Nukie: Tiko
- 1986 : Les Lavigueur déménagent: Henriette Lavigueur

Sonja Ball
- 2000 : Métal Hurlant F.A.K.K. 2

Jacquie Barnbrook
- 2009 : Un conte de Noël

Natalia Bizzi
- 1995 : Romance sur le lac

Rachel Blanchard
- 1999 : Carrie 2: La Rage

Nathalie Canerday
- 1996 : La justice au cœur

Megan Cavanagh
- 1994 : Bagarre à la Une

Pauline Collins
- 2012 : Le Quatuor

Ellie Cornell
- 2003 : House of the Dead: Le jeu ne fait que commencer

Barbara Crampton
- 1999 : Le Virus

Sarah Dodd
- 2015 : Alerte Amber

Zach English
- 1993 : La Vraie de Vraie

Marita Geraghty
- 1993 : Le Jour de la Marmotte

Rebecca Gibson
- 2002 : L'empire de Mary Kay

Susan Glover
- 2009 : Virage

Deborah Grant
- 2016 : Assaut sur Londres

Julie Hagerty
- 2004 : Marie et Bruce
- 2005 : Pizza
- 2005 : Simplement amis?

Rebecca Harrell Tickell
- 1999 : Prancer

Elizabeth Hawthorne
- 2007 : 30 jours de nuit

Natasha Henstridge
- 1998 : Espèces 2

Holly Hunter
- 2000 : Tout ce qu'on peut apprendre d'une femme au premier regard (Regards de femmes)

Brooke Johnson
- 2007 : Le marécage

Tara Judah
- 1993 : Grossière Indécence

Una Kay
- 2009 : La Bague de Sophia

Rosamund Kwan
- 1998 : Opération Condor 2: Le Bouclier des Dieux

Fiona Loewi
- 1995 : La Folle Excursion de National Lampoon

Wendy Makkena
- 1993 : Rock 'n Nonne 2: De Retour au Couvent

Elizabeth Mitchell
- 2000 : Fréquences

Julianne Moore
- 1997 : Nuits Endiablées

Teri Polo
- 1994 : À l'ombre du Golden Gate

Alycia Purrott
- 2000 : Juvénile!

Connie Ray
- 2002 : Monsieur Schmidt

Liisa Repo-Martell
- 1989 : Mes Copains Américains

Maria Ricossa
- 2003 : Les beaux-pères

Yôko Sakai
- 1997 : Le triomphe de l'amour (Ronnie et Julie)

Phyllis Smith
- 2011 : La recette du succès
- 2011 : Sale prof

Kristen Thomson
- 2007 : Loin d'Elle

Cynda Williams
- 1995 : Un Lien Indestructible

Fenella Woolgar
- 2006 : Wah-Wah

Grace Zabriskie
- 2002 : Fausse route

## Doublage (Télévision)
Rachel Crawford
- 1989-1994: Salle de Nouvelles

Lana Higgins
- 1988: Campus (Time of your life)

Laura Linney
- 2001: Autres chroniques de San Francisco
- 1998: Les Nouvelles chroniques de San Francisco

Miklos Perlus
- 1990-1997: Les Contes d'Avonlea

Caitlin Shannon
- 1997: La légende du Cavalier fantôme

Rita Wison
- 1998: Destination: Lune

## Contes
- Rumeurs des environs, (Éditions Planète rebelle, 2008)
- Contes... vents et marées (Éditions Planète rebelle, 2008)
- Elle... était une fois  (Éditions Planète rebelle, 2008)
- TiNess "O" Noces (Éditions Planète rebelle, 2008)
- Les contes de mon jardin

## Prix
- 2013 : Lauréate du Premier prix Concours de conteurs de Bois-des-Filion, Journées de la culture